# Twilight (série de films)
 Pour plus de détails, voir Fiche technique et Distribution
Twilight est une saga cinématographique américaine pour adolescents. Les acteurs principaux sont Kristen Stewart dans le rôle de Bella Swan, Robert Pattinson dans le rôle du vampire Edward Cullen et Taylor Lautner dans le rôle Jacob Black, un loup-garou. Ces films sont les adaptations cinématographiques d'une suite de romans de Stephenie Meyer.
Cette saga est composée de chapitres :
- Twilight, chapitre I : Fascination, réalisé par Catherine Hardwicke, sortie en 2008.
- Twilight, chapitre II : Tentation, réalisé par Chris Weitz, sorti en 2009.
- Twilight, chapitre III : Hésitation, réalisé par David Slade, sorti en 2010.
- Twilight, chapitre IV : Révélation, 1re partie, réalisé par Bill Condon, sorti en 2011.
- Twilight, chapitre V : Révélation, 2e partie, réalisé par Bill Condon, sorti en 2012.

| |  |  |
| Les acteurs principaux Robert Pattinson et Kristen Stewart pour la promotion du dernier film au San Diego Comic-Con 2012. |  |  |

## Synopsis

### Twilight, chapitreI:Fascination
Bella Swan déménage pour aller vivre chez son père à Forks, dans l'État de Washington. Là, elle est fascinée par un jeune homme mystérieux de son âge, Edward et par son étrange famille. Elle va découvrir qu'Edward et sa famille sont en fait des vampires. Mais ceci n'effraie pas Bella, et elle rencontre la famille d'Edward qui l'accepte, à l'exception de Rosalie. La famille Cullen part faire une partie de baseball accompagnée de Bella. Tout se passe bien jusqu'au moment où trois autres vampires arrivent : James et Victoria, qui forment un couple, et leur ami Laurent. Ils proposent de faire une partie avec la famille mais James sent l'odeur humaine de Bella. La famille défend et protège Bella. James, qui est un grand chasseur, cherche à tuer la jeune fille. Elle part donc avec Alice et Jasper se cacher. Peu après, James appelle Bella et lui donne rendez-vous dans un studio de danse où Bella prenait des cours étant petite. Bella part au studio de danse, James lui  a tendu un piège, puis il lui casse la jambe et la mord. Heureusement, Edward et sa famille arrivent à temps pour sauver Bella, et tuent James. Edward extrait le venin de James du bras de Bella pour l'empêcher de mourir.

### Twilight, chapitreII:Tentation
Bella fête son dix-huitième anniversaire chez Edward. Malheureusement, la fête tourne mal lorsqu'elle se coupe le doigt avec un cadeau. Deux jours après, Edward lui annonce que lui et toute sa famille partent pour ne plus revenir tant qu'elle sera vivante. Bella est anéantie, elle tombe dans une profonde dépression et, toutes les nuits, elle fait des cauchemars. Elle se rapproche alors de Jacob Black, le fils du meilleur ami de son père. Bella finit par remarquer qu'Edward lui apparaît et lui parle quand elle prend des risques inconsidérés. Alors pour le voir, elle fait notamment de la moto avec Jacob. Jacob, Bella et un ami de la jeune fille partent au cinéma.  Jacob avoue à Bella qu'il éprouve des sentiments pour elle mais Bella résiste car elle pense toujours à Edward. Pour voir encore Edward, Bella se jette d'une falaise. Heureusement, elle est sauvée par Jacob. Edward, pensant à tort que Bella est morte, veut se suicider. Alice, sous le coup d'une prémonition, vient chercher Bella pour empêcher Edward de commettre l'irréparable en Italie, chez les Volturi. Edward sauvé, toute la famille décide de retourner à Forks. Bella a dû faire un choix entre sa relation avec Jacob et celle avec Edward. Elle choisit Edward : ils reprennent leur relation, même si celle-ci a des sentiments pour Jacob.

### Twilight, chapitreIII:Hésitation
Depuis leur retour d'Italie, Bella tente par tous les moyens de convaincre Edward de la transformer. En effet, Victoria, la compagne de James, est en train de constituer une armée de vampires nouveau-nés pour les attaquer et tuer Bella. Edward essaye également d'empêcher Jacob d'approcher Bella. Il décide de demander Bella en mariage. Quant à Jacob,  il s'évertue à montrer à Bella qu'il l'aime sincèrement. Leur jalousie amènera Bella à être perdue sur ses sentiments.  Plus tard,  l'une des marionnettes de Victoria entrera dans la chambre de Bella pour que lui et l'armée de Victoria se souvienne de l'odeur de Bella.  Conscients du danger, Les Cullen et Les Quileutes mettront leurs différends de côté et s'uniront afin de combattre cette armée de nouveau-nés pour sauver Bella.

### Twilight, chapitreIV:Révélation,1repartie
Edward et Bella se marient enfin, devant leurs amis et leurs familles réunis. Mais lors de leur lune de miel, l'impensable se produit : Bella tombe enceinte. Peu importe à quel point Edward, inquiet, voudrait qu'elle n'ait pas à mettre au monde, Bella refuse de renoncer à l'enfant. Les problèmes commencent pour le couple et Jacob, et la santé de Bella est en grand danger : la chose en elle dévore ses forces vitales, et l'accouchement pourrait bien lui être fatal... A moins qu'Edward ne cède, et ne la morde enfin.

### Twilight, chapitreV:Révélation, 2ème partie
Après un accouchement difficile, Renesmée, mi-vampire, mi-humaine voit le jour, et Bella rouvre les yeux, en tant que vampire nouveau-né au contrôle de soi impressionnant. Tout pourrait être facile, la suite écrite, ils furent heureux et... Ils n'avaient pas prévu qu'Irina, une amie d'Edward, de passage dans la région, apercevrait Renesmée et la confondrait avec une enfant immortelle — ce qui est formellement interdit chez les vampires. Elle prend la fuite et prévient les Volturi qui, sans autre preuve que le témoignage oculaire d'Irina, décident de se déplacer jusqu'à Portland pour rendre leur sentence et tuer l'enfant. Prévenus grâce aux visions d'Alice, les Cullen encaissent le coup et se préparent comme ils le peuvent : Renesmée grandit, et sa famille part à la recherche de témoins pour leur rendre justice, aux quatre coins du monde — si les mots ne suffisent pas, ils savent qu'il faudra en venir au combat ; et ces témoins seront aussi une armée prête à combattre à leurs côtés. Peu avant la rencontre des deux clans, Alice et Jasper disparaissent, sans laisser de trace ; la menace approche et, pour les Cullen, cette bataille pourrait bien être la dernière.

## Distribution
| Isabella (Bella) Swan | Kristen Stewart    | Kristen Stewart       | Kristen Stewart     | Kristen Stewart       |               |               |
| Edward Cullen         | Robert Pattinson   | Robert Pattinson      | Robert Pattinson    | Robert Pattinson      |               |               |
| Jacob Black           | Taylor Lautner     | Taylor Lautner        | Taylor Lautner      | Taylor Lautner        |               |               |
| Carlisle Cullen       | Peter Facinelli    | Peter Facinelli       | Peter Facinelli     | Peter Facinelli       |               |               |
| Esmée Cullen          | Elizabeth Reaser   | Elizabeth Reaser      | Elizabeth Reaser    | Elizabeth Reaser      |               |               |
| Alice Cullen          | Ashley Greene      | Ashley Greene         | Ashley Greene       | Ashley Greene         |               |               |
| Emmett Cullen         | Kellan Lutz        | Kellan Lutz           | Kellan Lutz         | Kellan Lutz           |               |               |
| Rosalie Hale          | Nikki Reed         | Nikki Reed            | Nikki Reed          | Nikki Reed            |               |               |
| Jasper Hale           | Jackson Rathbone   | Jackson Rathbone      | Jackson Rathbone    | Jackson Rathbone      |               |               |
| Renesmée Cullen       |                    |                       |                     | Mackenzie Foy         | Mackenzie Foy | Mackenzie Foy |
| Charlie Swan          | Billy Burke        | Billy Burke           | Billy Burke         | Billy Burke           |               |               |
| Mike Newton           | Michael Welch      | Michael Welch         | Michael Welch       | Michael Welch         |               |               |
| Angela Weber          | Christian Serratos | Christian Serratos    | Christian Serratos  | Christian Serratos    |               |               |
| Billy Black           | Gil Birmingham     | Gil Birmingham        | Gil Birmingham      | Gil Birmingham        |               |               |
| Jessica Stanley       | Anna Kendrick      | Anna Kendrick         | Anna Kendrick       | Anna Kendrick         |               |               |
| Eric Yorkie           | Justin Chon        | Justin Chon           | Justin Chon         | Justin Chon           |               |               |
| Victoria              | Rachelle Lefèvre   | Rachelle Lefèvre      | Bryce Dallas Howard |                       |               |               |
| Riley Biers           |                    |                       | Xavier Samuel       |                       |               |               |
| Sam Uley              | Solomon Trimble    | Chaske Spencer        | Chaske Spencer      | Chaske Spencer        |               |               |
| Embry Call            | Krys Hyatt         | Kiowa Gordon          | Kiowa Gordon        | Kiowa Gordon          |               |               |
| Phil Dwyer            | Matt Bushell       |                       |                     | Ty Olsson             |               |               |
| Renée Dwyer           | Sarah Clarke       |                       | Sarah Clarke        | Sarah Clarke          |               |               |
| Aro                   |                    | Michael Sheen         |                     | Michael Sheen         |               |               |
| Caius                 |                    | Jamie Campbell Bower  |                     | Jamie Campbell Bower  |               |               |
| Marcus                |                    | Christopher Heyerdahl |                     | Christopher Heyerdahl |               |               |
| Heidi                 |                    | Noot Seear            |                     | Noot Seear            |               |               |
| Jared                 |                    | Bronson Pelletier     | Bronson Pelletier   | Bronson Pelletier     |               |               |
| Paul                  |                    | Alex Meraz            | Alex Meraz          | Alex Meraz            |               |               |
| Jane                  |                    | Dakota Fanning        | Dakota Fanning      | Dakota Fanning        |               |               |
| Alec                  |                    | Cameron Bright        | Cameron Bright      | Cameron Bright        |               |               |
| Demetri               |                    | Charlie Bewley        | Charlie Bewley      | Charlie Bewley        |               |               |
| Felix                 |                    | Daniel Cudmore        | Daniel Cudmore      | Daniel Cudmore        |               |               |
| Emily Young           |                    | Tinsel Korey          | Tinsel Korey        | Tinsel Korey          |               |               |
| Quil Ateara           |                    | Tyson Houseman        | Tyson Houseman      | Tyson Houseman        |               |               |
| Laurent               | Edi Gathegi        | Edi Gathegi           |                     |                       |               |               |
| James                 | Cam Gigandet       |                       |                     |                       |               |               |
| Seth Clearwater       |                    |                       | Boo Boo Stewart     | Boo Boo Stewart       |               |               |
| Leah Clearwater       |                    |                       | Julia Jones         | Julia Jones           |               |               |

## Analyse de la sexualité puritaine de Twilight

### Le paradoxe du vampire chaste
Le paradoxe du vampire chaste de Twilight est une notion intrigante qui bouscule les conventions associées à la figure emblématique du vampire dans la culture populaire. En effet, Edward Cullen, avant sa rencontre avec Bella, est  un vampire vierge et chaste, ayant passé 117 ans sans aucune expérience sexuelle. Cette représentation contraste avec la représentation traditionnelle du vampire, profondément ancrée dans la sensualité et la sexualité.
Le vampire, dans son essence, incarne souvent les tabous et les excès de la société humaine. Son existence en marge de la société lui confère une liberté de transgresser les normes établies, ce qui en fait un symbole de rébellion et de subversion. L'exploration de thèmes comme la sexualité, la mortalité et la moralité est au cœur de nombreux films mettant en scène des vampires. La figure du vampire permet ainsi aux cinéaste et aux cinéphiles d'explorer les aspects les plus tabous de l'expérience humaine sans honte.  
Dans le contexte du cinéma contemporain, le vampire a subi une transformation significative, passant d'une figure grotesque et monstrueuse à un être charismatique et romantique, imprégné de mystère et de tragédie.  Pendant des décennies, le vampire cinématographique a été représenté comme dépourvu de tabous sexuels, utilisant souvent sa séduction et son charisme pour manipuler et séduire ses victimes. Des personnages emblématiques tels que le comte Dracula dans Van Helsing incarnait cette idée de débauche et de domination sexuelle, mettant en lumière les aspects les plus dépravés de la nature humaine. Cette évolution reflète une métaphore de la sexualité humaine universelle, permettant aux spectateurs d'explorer les complexités et les ambiguïtés de leurs propres désirs. Selon McGinley « Cet appétit sombre est au cœur de la sexualité du vampire, et plus important encore, le vampire est  une métaphore de la sexualité humaine universelle ». 
Pour Pramod Nayar  « L'acte de mordre et de boire du sang peut être interprété comme une métaphore de l'intimité sexuelle, l'échange de fluides corporels symbolisant une forme de communion érotique entre le vampire et sa victime.» 
Pour lui et pour Joyce Ann Mercer la représentation sensuelle de la morsure du vampire et de l'extase subséquente vécue par la victime souligne donc la nature érotique de la dynamique vampire-humain. 
En ce sens, le mécanisme de la morsure dans Twilight ne diffère pas beaucoup. Selon Eydís Arna Sigurbjörnsdóttir «Le symbolisme érotique du suceur de sang est extrêmement vivant dans la série, car lorsque le vampire pénètre la peau de la victime humaine avec ses dents phalliques acérées, il injecte du venin dans la victime qui la transformera en vampire . Le venin qui sort des dents souligne la métaphore phallique puisqu’il s’agit clairement d’un équivalent du sperme.»
Le vampire incarne le concept de désir interdit, brouillant les frontières entre plaisir et danger. L'attrait du vampire réside dans sa capacité à puiser dans les instincts primaires et à réveiller les désirs endormis de ses victimes. La nature taboue de la relation vampire-humain ajoute une couche d'excitation et de frisson au récit, alors que les personnages sont aux prises avec les conséquences de succomber à leurs désirs interdits. Cette nature tabou de la relation humain-vampire est la fondation de la relation entre Bella et Edward. 
Sigurbjörnsdóttir nous dit que  «au cœur de la saga Twilight se trouve une tension palpable entre désir et répression. Son combat interne entre  l’attirance pour Bella et la peur de lui faire du mal résume la lutte contre la sexualité réprimée  d’Edward.»

### La vision de la sexualité dans Twilight
Dans la série de films Twilight, une conception traditionnelle du sexe et des relations entre hommes et femmes est non seulement abondamment représentée, mais elle est également élevée au rang de modèle de perfection auquel tout individu est censé aspirer. Le film met un point d'honneur à promouvoir les valeurs traditionnelles du sexe et de la famille nucléaire.
L'un des thèmes les plus marquants de la saga Twilight est la représentation de l'abstinence comme une vertu. L'insistance d'Edward à s'abstenir de toute intimité physique jusqu'au mariage reflète la position conservatrice de Meyer sur la sexualité. La représentation d'Edward comme symbole de chasteté et de maîtrise de soi renforce l'idée que l'abstinence est l'expression ultime de l'amour et de l'engagement. Cette vision clash avec la luxure et la débaucherie typiquement associé au personnage du vampire dans la culture populaire.
Milone et Gabbard soulignent le fait que le combat entre l’envie d’Edward pour Bella et sa peur de lui faire du mal « fait écho à la lutte bien trop humaine entre le désir de satisfaire ses pulsions sexuelles et  la peur des conséquences, comme contracter une maladie sexuellement transmissible mortelle ».
La peur du sexe et de ses conséquences est présente à chaque instant dans la serie de film Twilight. Par exemple, après avoir enfin fait l'amour pour la première fois, Bella se réveille « décorée de taches bleues et violettes » et peu de temps après, Bella tombe enceinte de son bébé. La grossesse de Bella est courte mais très douloureuse et se termine par un accouchement horrible et presque mortel. Pour Sigurbjörnsdóttir, le message est clair: le sexe est clairement dangereux, même quand on est marié. 
Cette répression sexuelle du vampire dans Twilight va même jusqu'à se retrouver dans les habitudes alimentaires  de la famille Cullen. En effet, dans la série de films, la famille Cullen est "végétarienne" dans le sens où elle refuse de boire du sang humain et se contente de boire du sang animal. Ainsi, ceux-ci vivent dans une répression constante de leur instinct naturel, se contentant de calmer leur soif sans jamais la satisfaire.
Ainsi la figure du vampire dans la série de films Twilight est paradoxale et souvent offensive de plusieurs façons. Edward Cullen et sa famille défient toutes les conventions populaires de la figure du vampire en adoptant une approche plus conservatrice de leur sexualité. Leur refus de succomber aux désirs charnels et leur engagement envers la chasteté remettent en question les valeurs et les attentes typiquement associées à la figure emblématique du vampire.

## Réception

### Accueil critique
| Film                   | Rotten Tomatoes      | Metacritic    |
| ---------------------- | -------------------- | ------------- |
| Fascination            | 49 % (224 critiques) | 56 (37 avis)  |
| Tentation              | 28 % (229 critiques) | 44 (32 avis)  |
| Hésitation             | 46 % (256 critiques) | 58 (38 avis)  |
| Révélation, 1re partie | 25 % (212 critiques) | 45 (36 avis)  |
| Révélation, 2e partie  | 49 % (200 critiques) | 52 (31 avis)  |
| Note moyenne           | 39 % (255 critiques) | 51 (174 avis) |